# Ustawowy próg
Ustawowy próg – kwota stanowiąca kryterium rzeczowe rozgraniczające przestępstwa i wykroczenia skarbowe Kwota określana ustawowym progiem jest równa pięciokrotności minimalnego wynagrodzenia w czasie popełnienia czynu zabronionego. Kwota ta wyraża się w narażonej lub uszczuplonej należności publicznoprawnej bądź stanowi wartość przedmiotu czynu.
Przykłady użycia określenia "ustawowy próg" w Kodeksie karnym skarbowym:

Art. 76 § 3 kks
Jeżeli kwota narażona na nienależny zwrot podatku nie przekracza ustawowego progu, sprawca czynu zabronionego określonego w § 1
podlega karze grzywny za wykroczenie skarbowe.
Art. 101 § 2 kks
Jeżeli wartość przedmiotu obrotu, o którym mowa w § 1, nie przekracza ustawowego progu, sprawca
podlega karze grzywny za wykroczenie skarbowe.